# Elephantomyia percuneata
Elephantomyia percuneata är en tvåvingeart som beskrevs av Alexander 1973. Elephantomyia percuneata ingår i släktet Elephantomyia och familjen småharkrankar. Inga underarter finns listade i Catalogue of Life.